# Stazione di Bortigali
La stazione di Bortigali è una stazione ferroviaria al servizio del comune di Bortigali, posta lungo la ferrovia Macomer-Nuoro.

## Storia
L'impianto nacque nell'ultima parte dell'Ottocento in coincidenza con la fase di realizzazione della ferrovia a scartamento ridotto tra Nuoro e Macomer, il cui tracciato si sarebbe sviluppato appena fuori dal nucleo urbano di Bortigali. L'attivazione della stazione risale al 26 dicembre 1888, data in cui fu aperto al traffico il tronco iniziale della linea tra Macomer e la stazione di Tirso in cui l'impianto è compreso.
Successivamente lo scalo passò alla gestione delle Ferrovie Complementari della Sardegna nel 1921 e da queste alle Ferrovie della Sardegna nel 1989 e all'ARST nel 2010. In quello stesso anno l'intera Macomer-Nuoro fu chiusa per lavori di ammodernamento del tracciato e degli scali che interessarono anche la stazione di Bortigali, la quale alla riapertura nel 2012 riprese l'attività priva del binario che serviva lo scalo merci dell'impianto, in disuso dopo la cessazione di tale servizio sulla linea durante la gestione FdS.

## Strutture e impianti
L'impianto di Bortigali si trova nella periferia sud-est di questo centro ed ha caratteristiche di stazione passante: dopo i lavori di inizio anni dieci l'infrastruttura ferroviaria si compone di due binari a scartamento da 950 mm, di cui il primo di corsa ed il secondo di incrocio, ognuno dotato una propria banchina, poste alle estremità del tracciato ferroviario. Laddove sorge la banchina del binario uno sino al 2010 si trovava invece il terzo binario dell'impianto, un tronchino il cui fine era servire il dismesso scalo merci della stazione, composto anche da un piano caricatore e da un magazzino.
Come in molte stazioni della linea ed in generale della rete a scartamento ridotto sarda adiacente al magazzino merci è situato il fabbricato viaggiatori dell'impianto, un edificio a due piani a pianta rettangolare con tre accessi sul lato binari. Stante l'impresenziamento della stazione, tale edificio è chiuso al pubblico.

## Movimento

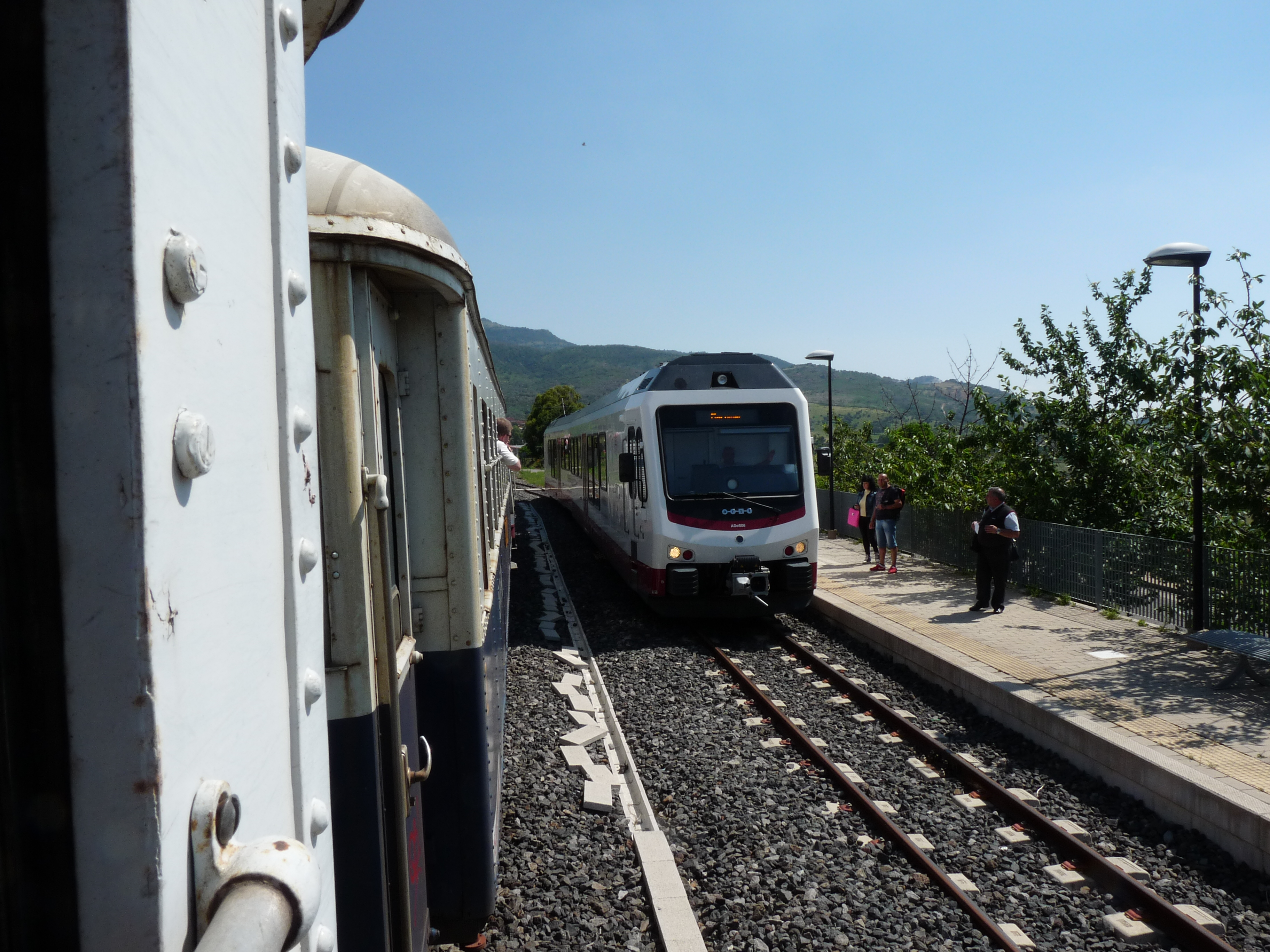
Automotrice ADeS dell'ARST in fase di incrocio nella stazione

La stazione è servita dai treni dell'ARST attivi lungo la Macomer-Nuoro: i due capolinea sono anche i centri maggiori raggiungibili dai collegamenti interessanti l'impianto. Le relazioni vengono espletate nei giorni feriali, mentre nelle domeniche e nei festivi non vengono effettuati treni, in luogo dei quali vengono svolte alcune autocorse sostitutive.

## Servizi
Presenti nell'impianto una sala d'attesa ed i servizi igienici, sebbene non più a disposizione dell'utenza.